# Гонсалес Эспинола, Карлос
Карлос Габриэль Гонсалес Эспинола (исп. Carlos Gabriel González Espínola; 4 февраля 1993 года, Вильяррика) — парагвайский футболист, играющий на позиции нападающего. Ныне выступает за мексиканский клуб «УАНЛ Тигрес» и сборной Парагвая.

## Клубная карьера
Карлос Гонсалес — воспитанник асунсьонского «Насьоналя». В 2013 году он стал игроком чилийского «Магальянеса», выступавшего в Примере B. 22 марта 2014 года Гонсалес сделал хет-трик в домашней игре с командой «Депортес Темуко», 5 октября 2015 года он повторил то достижение.
С начала 2015 года Гонсалес выступал за клуб чилийской Примеры «Сантьяго Уондерерс». Первую половину 2016 года он отыграл за другую команду Примеры «Сан-Маркос де Арика», затем перейдя в «Уачипато». В середине 2017 года парагваец подписал контракт с мексиканской «Некаксой».